# Сверхзвуковой самолёт
Сверхзвуковой самолёт — самолёт, способный совершать полёт со скоростью, превышающей скорость звука в воздухе (полёт с числом Маха M = 1,0—5).

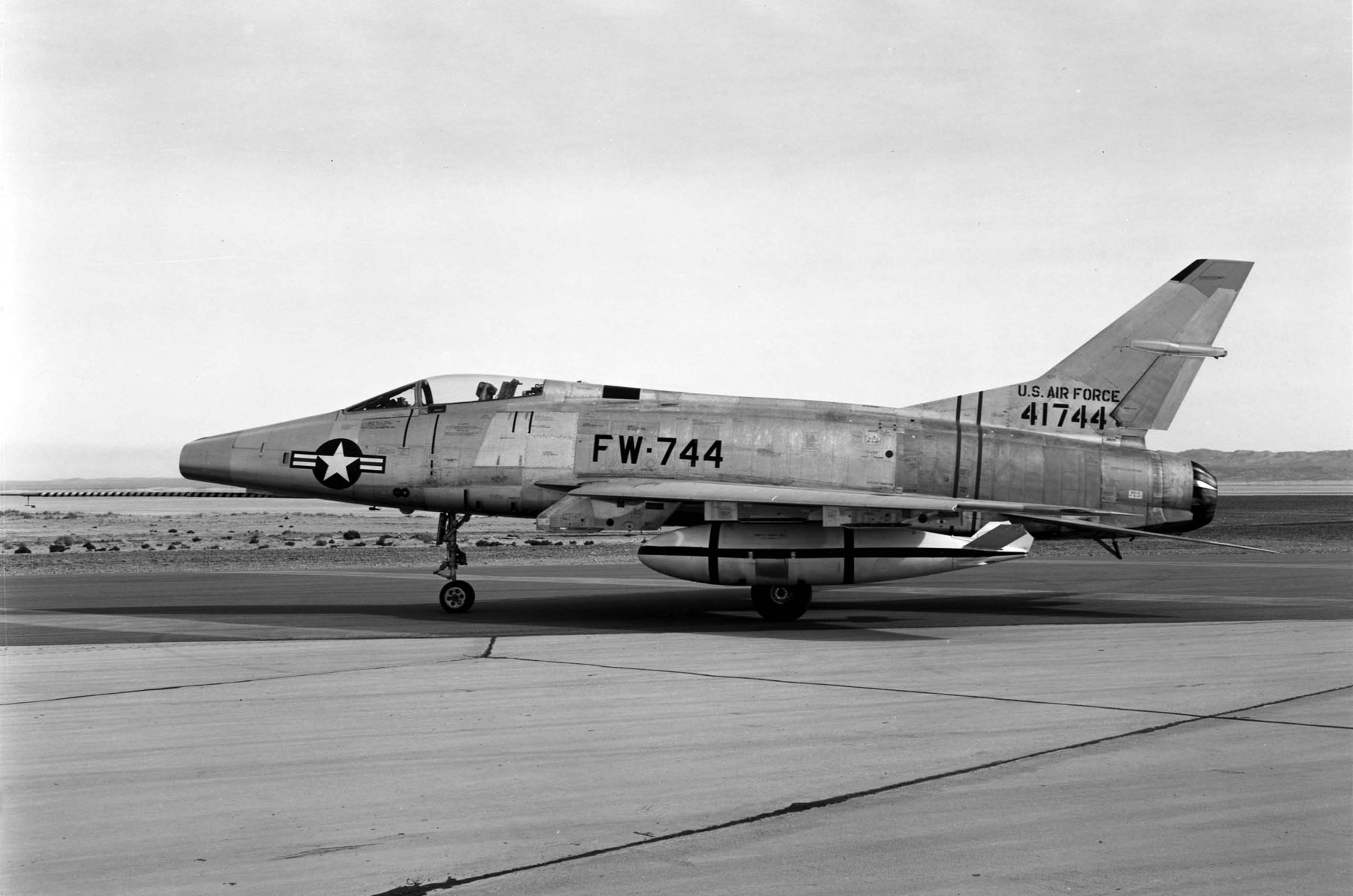
F-100 — первый в США серийный сверхзвуковой истребитель (1953)

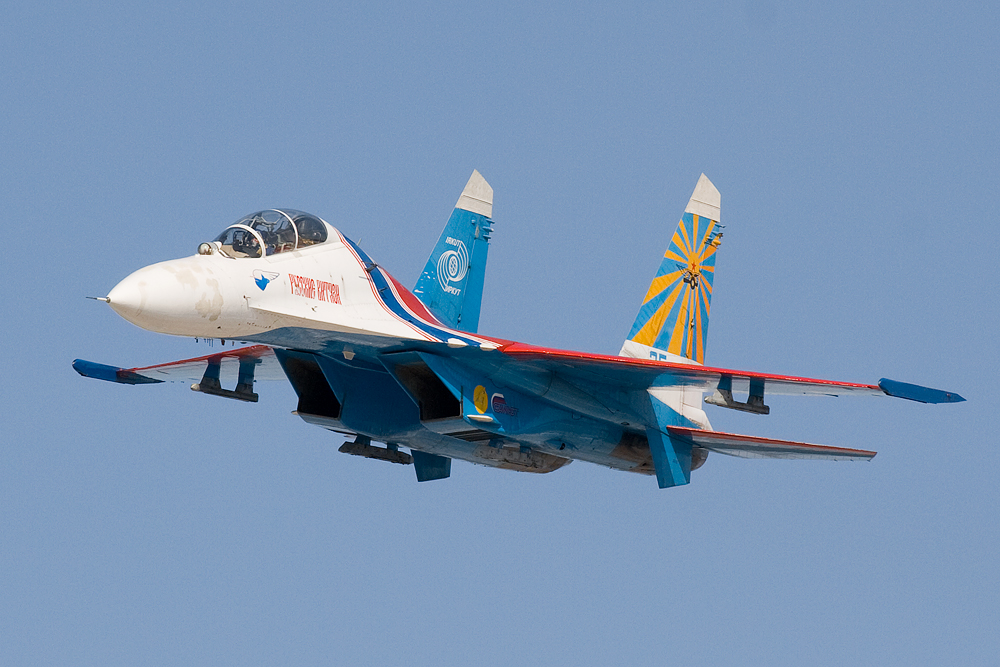
Сверхзвуковой истребитель-перехватчик Су-27 (1977)

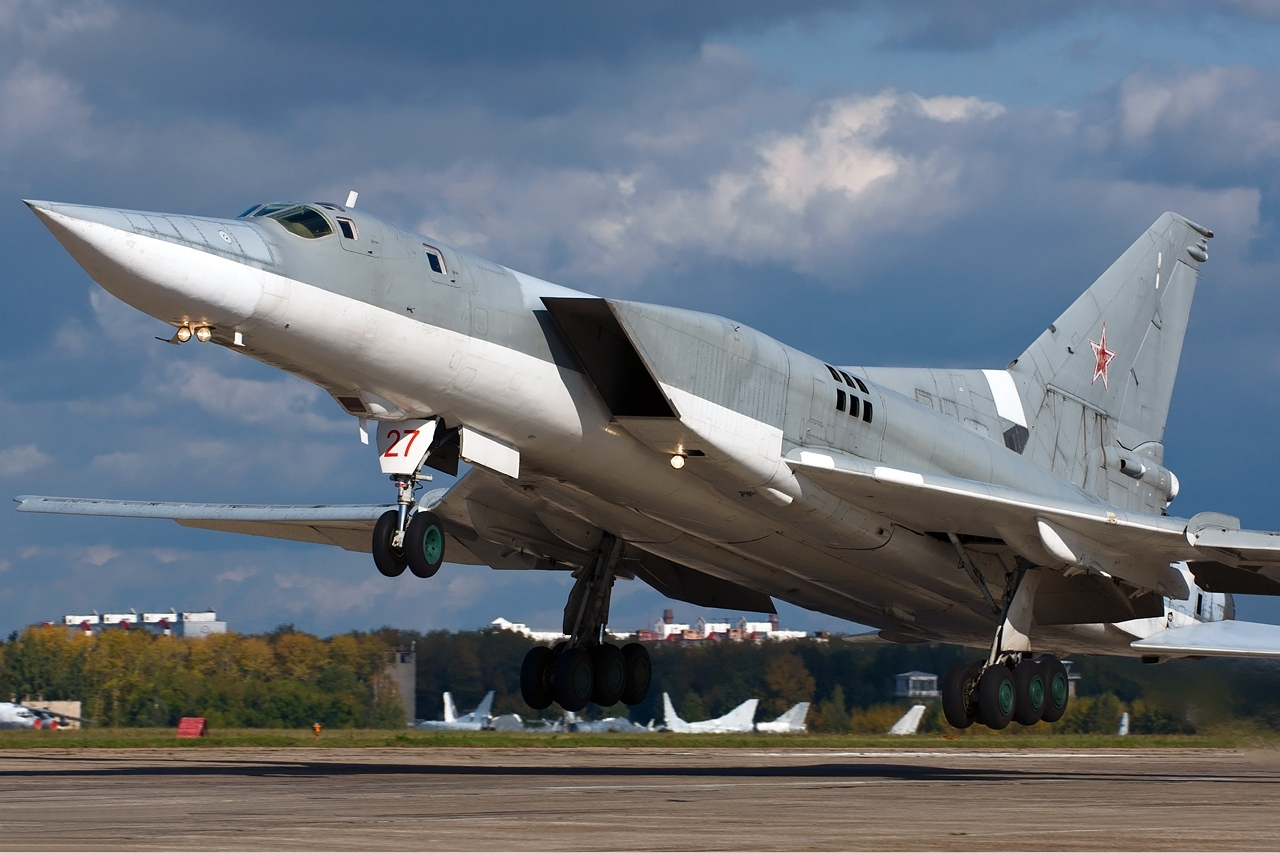
Сверхзвуковой дальний бомбардировщик Ту-22М3 (1969)

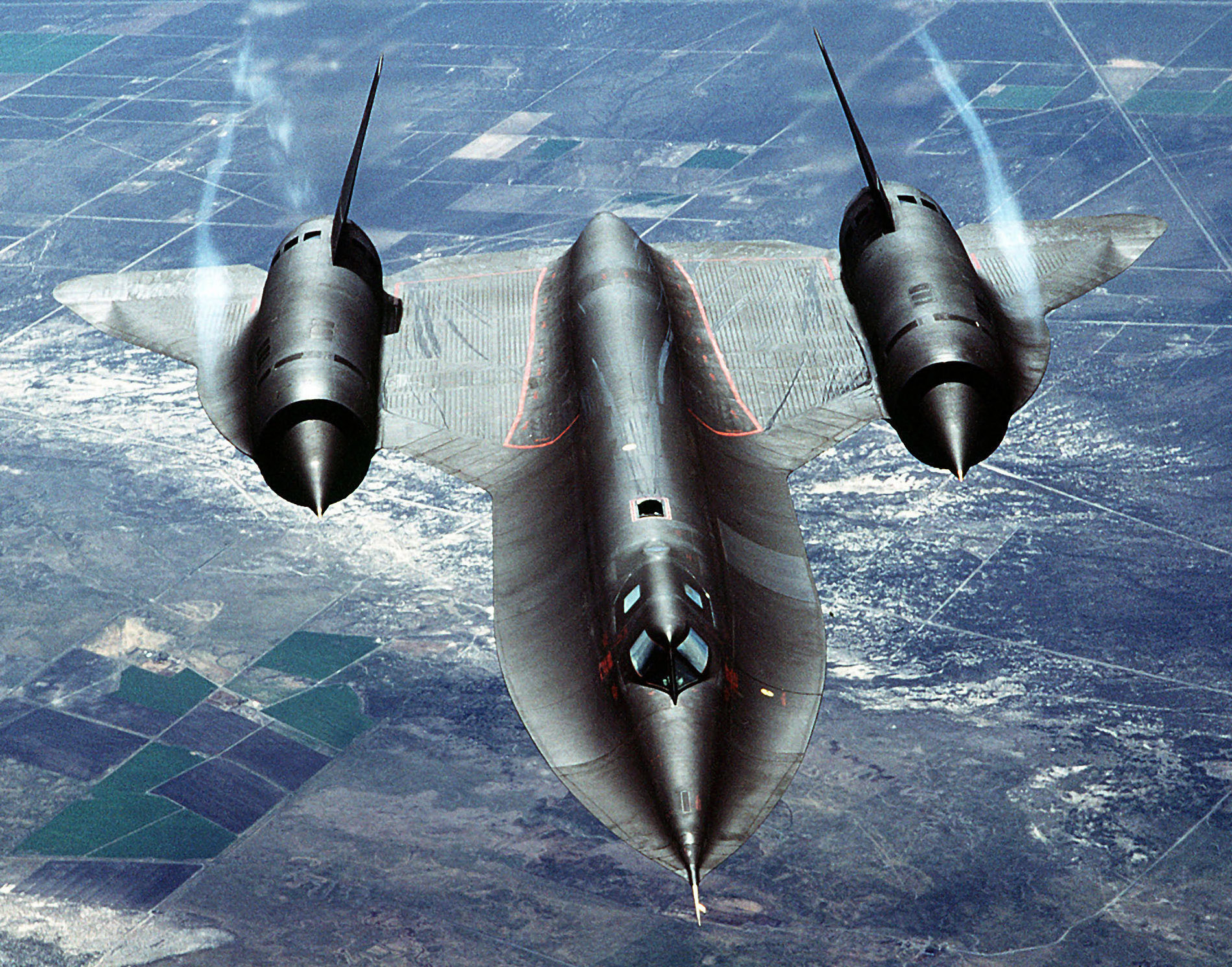
Американский стратегический разведчик SR-71 (1964)

## Теоретические проблемы
Полёт на сверхзвуковой скорости, в отличие от дозвукового, протекает в условиях иной аэродинамики, поскольку при достижении воздушным судном скорости звука качественно меняется аэродинамика обтекания, из-за чего резко возрастает аэродинамическое сопротивление, также растёт кинетический нагрев конструкции от сжатия набегающего на большой скорости воздушного потока, смещается аэродинамический фокус, что ведёт к утрате устойчивости и управляемости самолёта. Кроме того, проявилось такое неизвестное до создания первых сверхзвуковых самолётов явление, как «волновое сопротивление».
Поэтому достижение скорости звука и эффективный стабильный полёт на около- и сверхзвуковых скоростях были невозможны за счёт простого увеличения мощности двигателей — потребовались новые конструктивные решения. Как следствие, изменился внешний облик самолёта: появились характерные прямые линии, острые углы, в отличие от «гладких» форм дозвуковых самолётов.
Проблему создания эффективного сверхзвукового самолёта нельзя считать разрешённой до сих пор. Создателям приходится идти на компромисс между требованием увеличения скорости и сохранением приемлемых взлётно-посадочных характеристик. Таким образом, завоевание авиацией новых рубежей по скорости и высотности связано не только с использованием более совершенной или принципиально новой двигательной установки и новой конструктивной компоновки самолётов, но также с изменениями их геометрии в полёте. Такие изменения, улучшая характеристики самолёта на больших скоростях, не должны ухудшать их качества на малых скоростях, и наоборот. В последнее время создатели отказываются от уменьшения площади крыла и относительной толщины их профилей, а также увеличения угла стреловидности крыла у самолётов с изменяемой геометрией, возвращаясь к крыльям малой стреловидности и большой относительной толщины, если уже достигнуты удовлетворительные величины максимальной скорости и практического потолка. В таком случае считается важным, чтобы сверхзвуковой самолёт имел хорошие лётные данные на малых скоростях и малое сопротивление при больших скоростях, особенно на малых высотах.

## История
После появления в 1940-х годах реактивных самолётов-истребителей перед авиаконструкторами встала задача дальнейшего увеличения их скорости. Более высокая скорость расширяла боевые возможности как истребителей, так и бомбардировщиков.

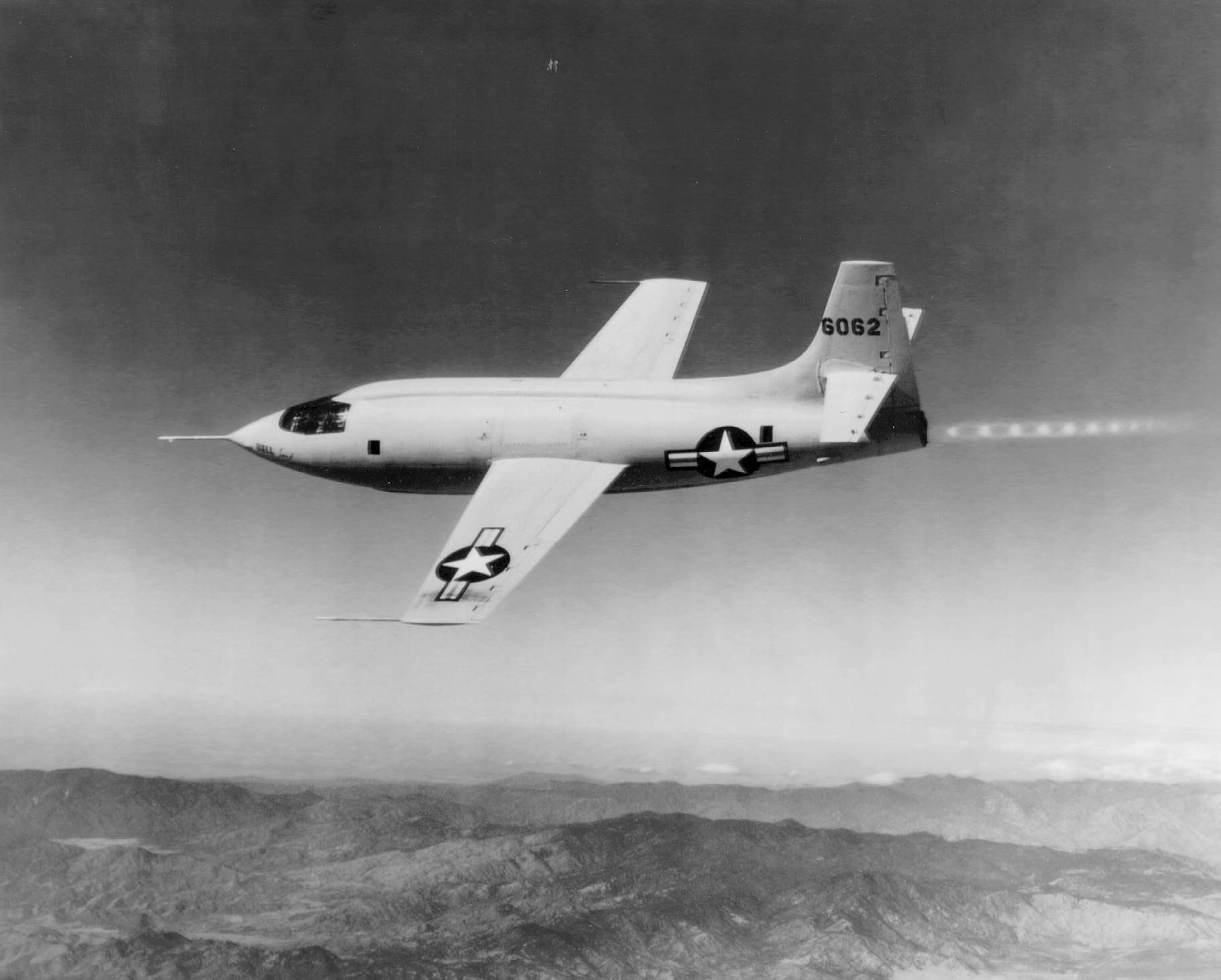
экспериментальный сверхзвуковой самолёт Bell X-1

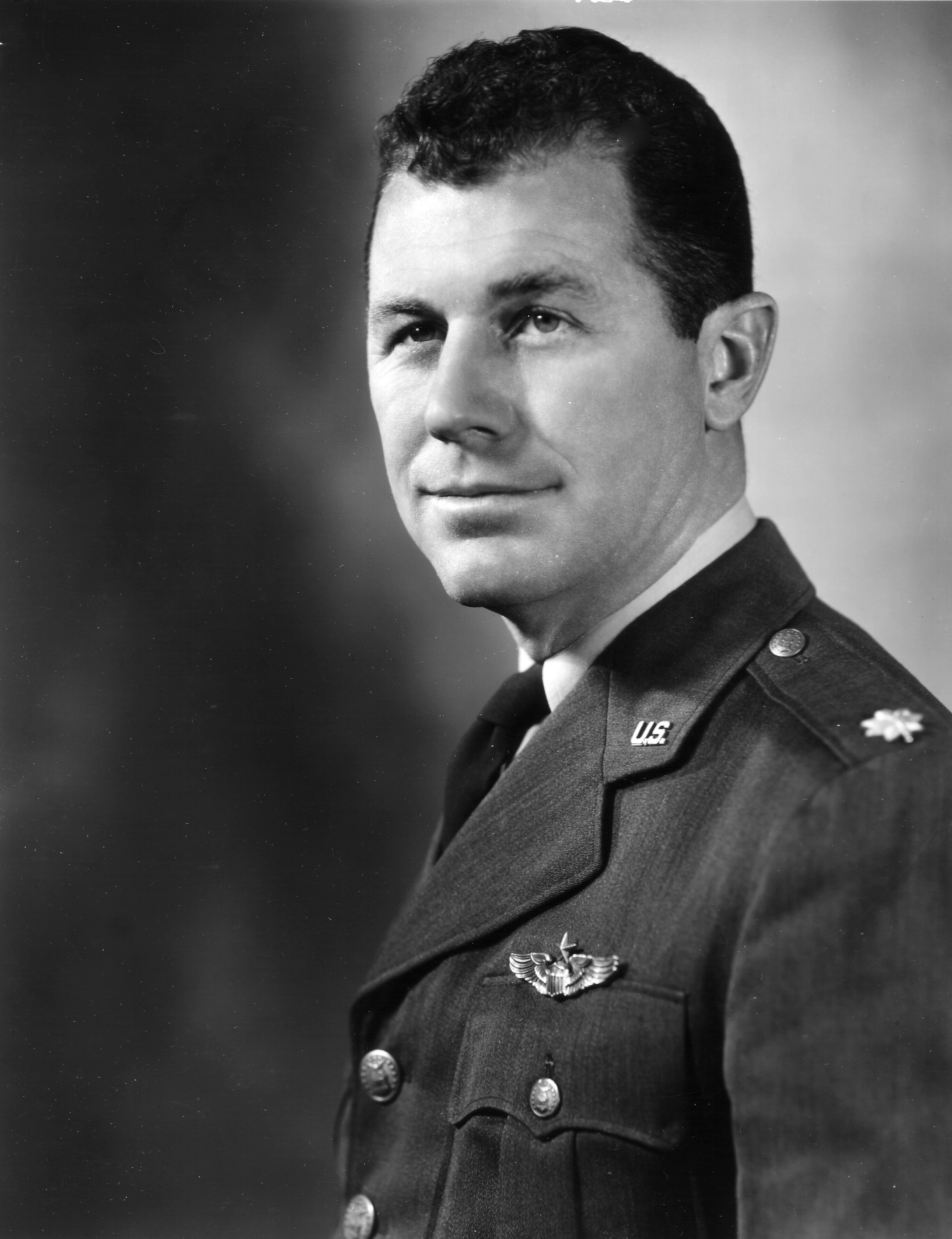
Чарльз (Чак) Йегер, американский лётчик-испытатель 14.10.1947 на самолёте Bell X-1 впервые достиг сверхзвуковой скорости

Исследования настоящих проектов сверхзвуковых самолётов начаты в середине Второй мировой войны. Лётные пилотируемые испытания начаты Чаком Йегером, американским лётчиком-испытателем, 14 октября 1947 года на экспериментальном самолёте Bell X-1 с ракетным двигателем XLR-11 достигшего сверхзвуковой скорости в управляемом полёте.

### Развитие
В 1950—1960-е годы произошло бурное развитие сверхзвуковой авиации. Решены основные проблемы устойчивости и управляемости самолётов, их аэродинамической эффективности на сверхзвуковых скоростях. Рост скорости полёта сопровождался увеличением потолка свыше 20 км. В эти годы начато серийное производство сверхзвуковых самолётов самого разного назначения: 

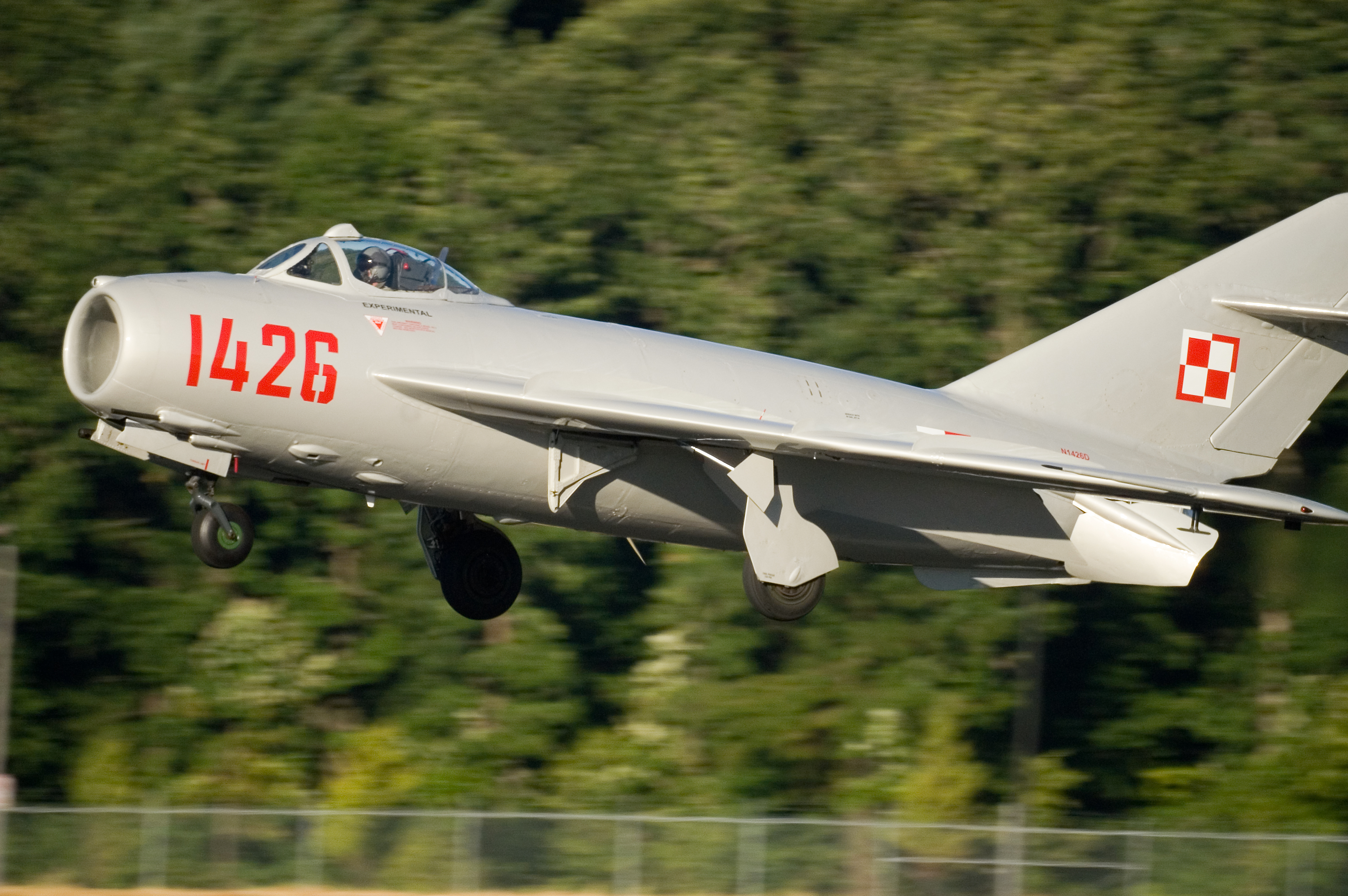
Первый серийный истребитель, который достигал скорость звука, советский реактивный самолёт МиГ-17 (1949)

- Первым из серийных истребителей, который достигал скорость звука, был советский реактивный истребитель МиГ-17, разработанный ОКБ Микояна и Гуревича в конце 1940-х годов. В конце 1952 года под обозначением МиГ-17Ф самолёт пошёл в серийное производство. Однако для боевых полётов он считался околозвуковым.

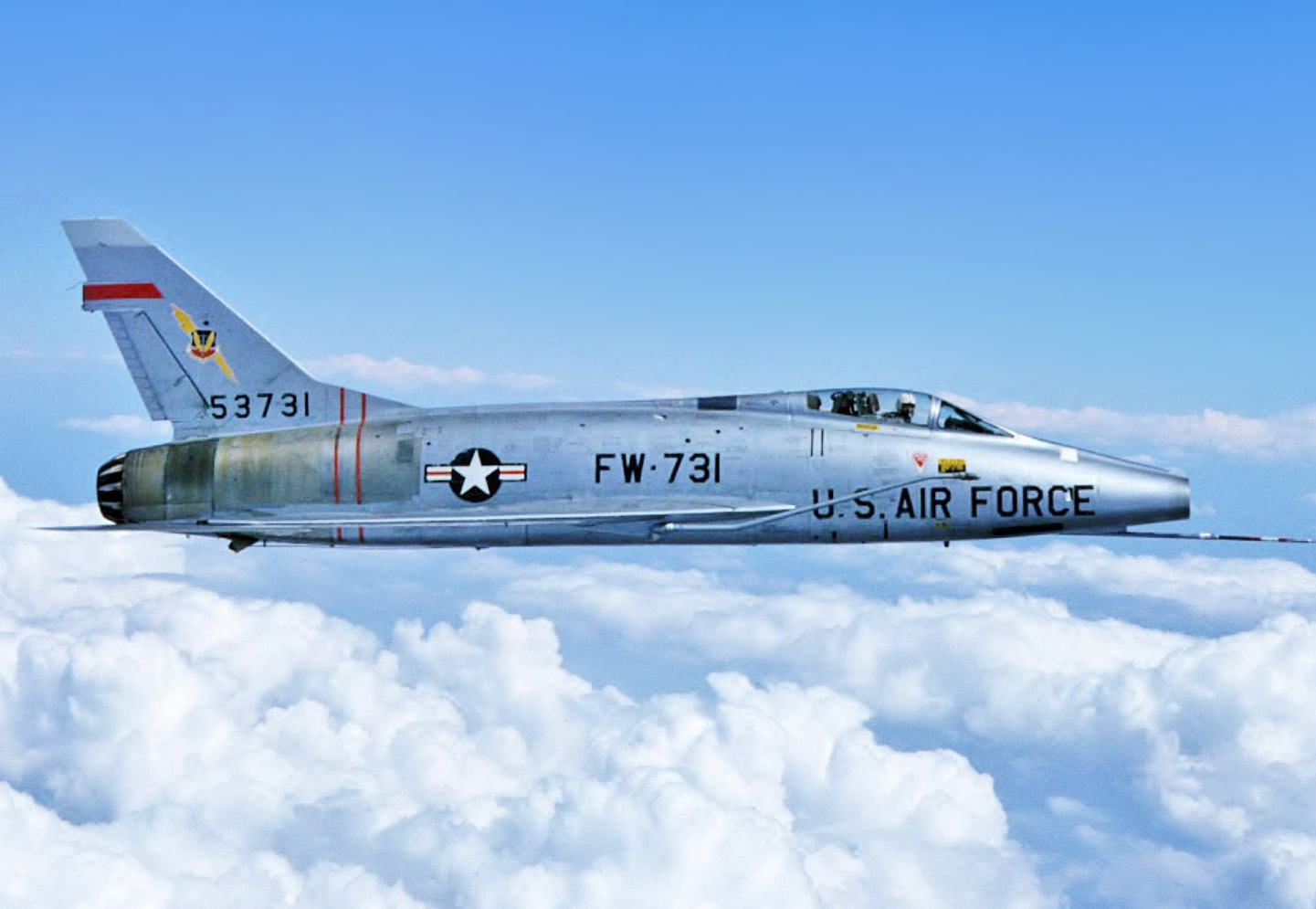
Первый серийный сверхзвуковой истребитель — North American F-100 Super Sabre (1953)

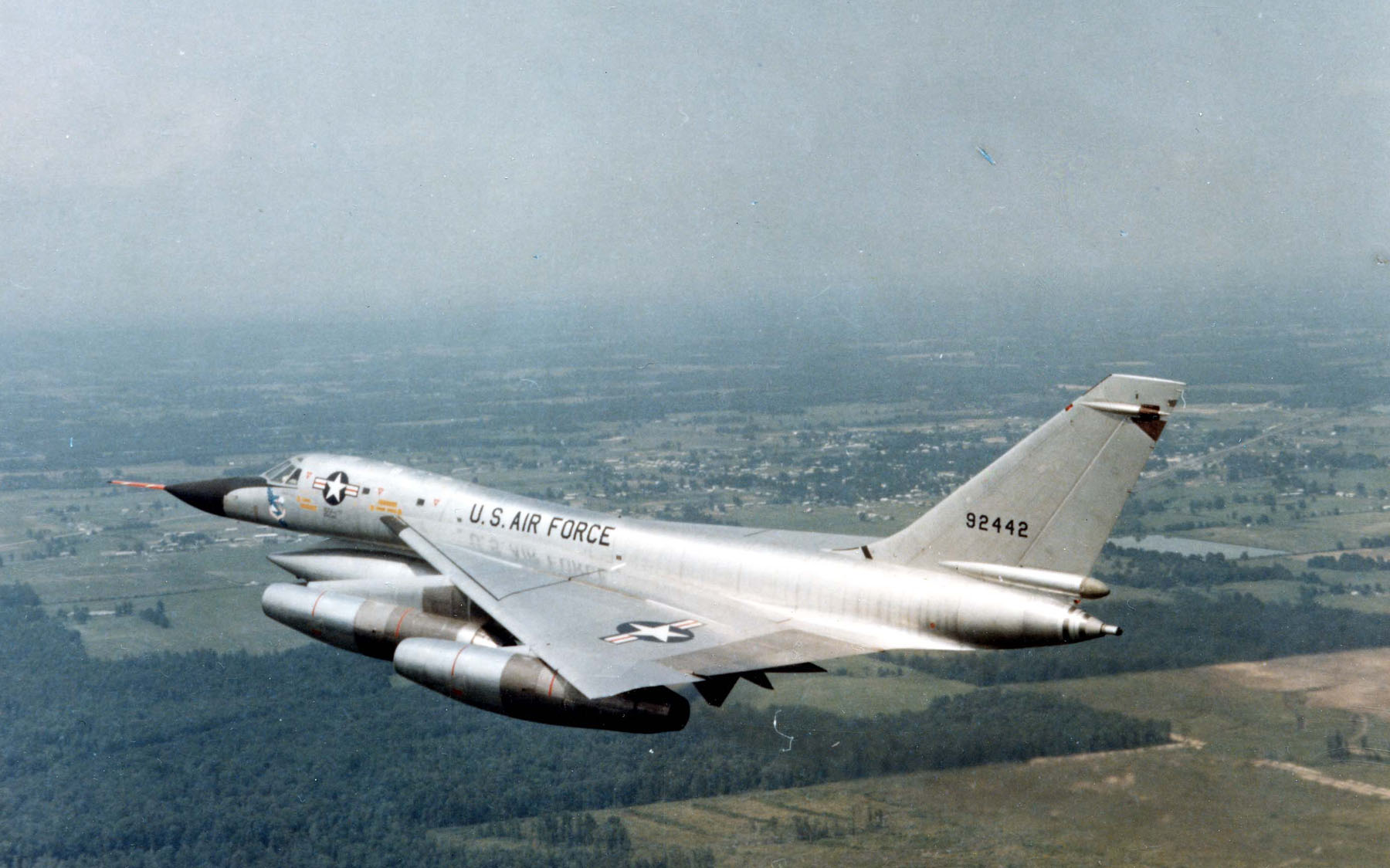
Первый серийный сверхзвуковой бомбардировщик —Convair B-58 Hustler (1956)

- Первый серийный сверхзвуковой истребитель — North American F-100 Super Sabre (первый полёт в мае 1953 года, поступил в серийное производство в том же году, на вооружении с осени 1954 года). Скорость M=1,3.

- Первый серийный сверхзвуковой бомбардировщик —Convair B-58 Hustler (первый полёт в ноябре 1956 года, поступил в серийное производство в том же году, на вооружении с 1960 года). Скорость M=2.

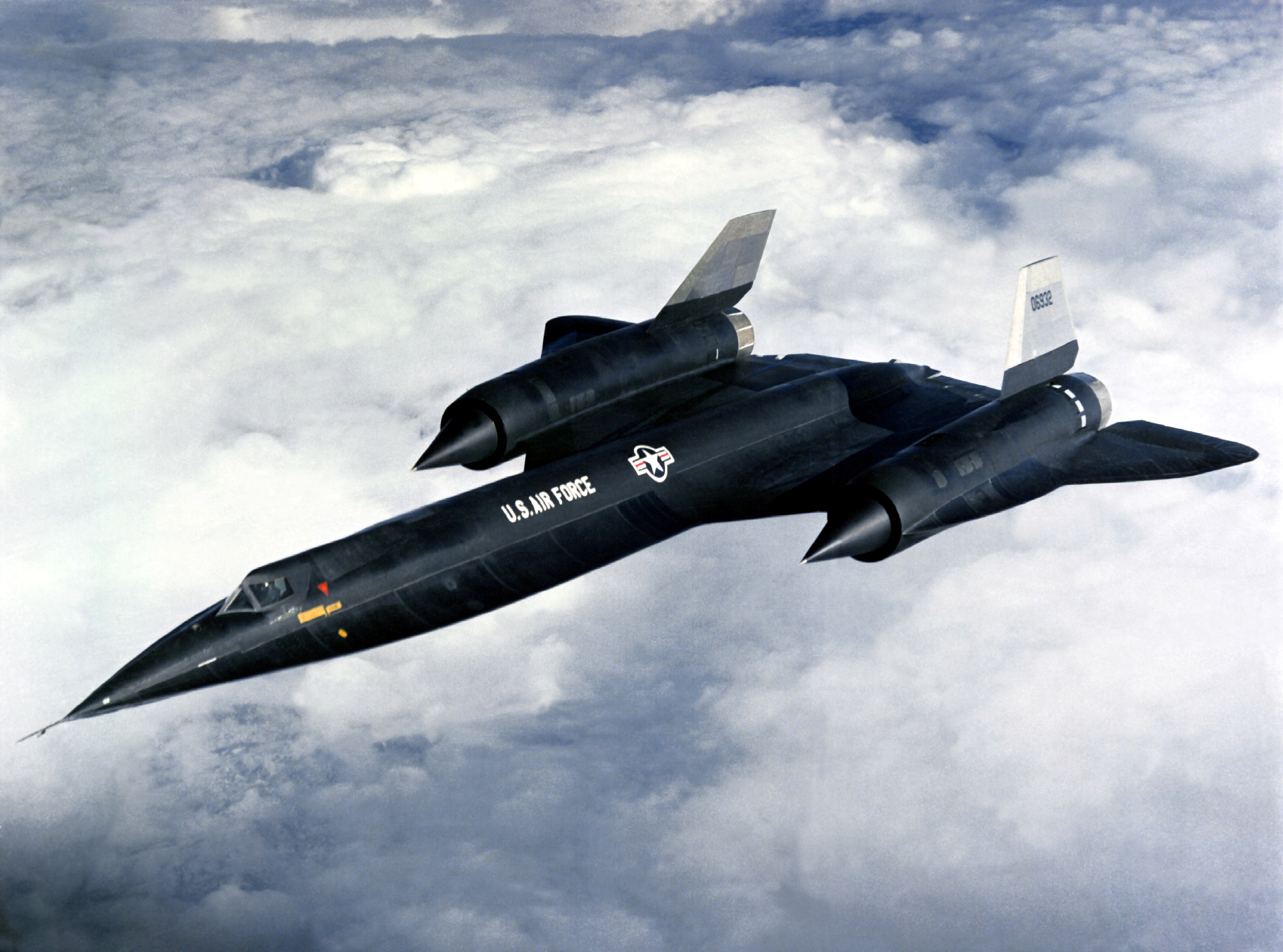
Первый серийный разведчик, рассчитанный на длительный полёт на скорости M=3 — Lockheed A-12 (1962)

- Первый серийный разведчик, рассчитанный на длительный полёт на скорости M=3 — Lockheed A-12 (первый полёт в 1962 году, на вооружении с 1963 года).
- Первые серийные пассажирские самолёты Ту-144, коммерчески эксплуатировавшийся с 1975 по 1978 год (первый полёт 31 декабря 1968 года), и Aérospatiale-BAC Concorde, коммерчески эксплуатировавшийся с 1976 по 2003 год (первый полёт 2 марта 1969 года, на 2 месяца позже Ту-144).

Несмотря на то что большинство боевых самолетов способны развивать сверхзвуковую скорость, многие из них не рассчитаны на крейсерский сверхзвуковой полёт и лишь некоторые могут достичь этой скорости в горизонтальном полете без включения форсажного режима работы двигателей.

## Пассажирские сверхзвуковые самолёты
Известны всего два серийно выпускавшихся пассажирских сверхзвуковых самолёта, выполнявших регулярные рейсы: советский самолёт Ту-144 (первый полёт 31 декабря 1968 года) , бывший в эксплуатации с 1975 по 1978 год, и англо-французский Конкорд (Concorde) (первый полёт 2 марта 1969 года), совершавший трансатлантические и чартерные рейсы с 1976 по 2003 год. Они значительно сокращали время дальних перелётов, использовали незагруженное воздушное пространство (≈18 км) выше обычной высоты 9—12 км, где совершали полёты вне воздушных трасс.
Наиболее существенными недостатками коммерческих сверхзвуковых самолётов оказались:
1. Звуковой удар;
2. Высокий удельный расход топлива;
3. Шумность над аэродромом;
4. Сложность использования.

Американцы приступили к проекту сверхзвуковой пассажирского самолета Boeing 2707 несколько позже, чем англофранцузские и советские специалисты. Разработка была прекращена в 1971 году.
Планы возрождения
Несмотря на неосуществление нескольких других бывших и существующих проектов пассажирских сверхзвуковых и околозвуковых самолётов (Boeing Sonic Cruiser, Douglas 2229, Lockheed L-2000, в России — Ту-244 («апгрейд» Ту-144Д), Ту-344 (бизнес-джет на базе ракетоносца Ту-22М3), Ту-444, SSBJ (проекты 90-х), и других) и вывод из эксплуатации самолётов двух реализованных проектов, в новом столетии возникли проекты возрождения пассажирских сверхзвуковых машин.
Проекты компании Boom Technology (из Колорадо, США): Boom Overture и Supersonic business jet. 

Проекты частной американской компании Aerion: бизнес-джеты Aerion SBJ (1,6 Мах, 8-12 пассажиров; проект закрыт в мае 2021), Aerion AS2 (увеличенная версия Aerion SBJ, анонсирован в мае 2014), Aerion AS3 (4 Мах, 50 пассажиров; анонсирован в мае 2021). 

Экспериментальный Lockheed Martin X-59 QueSST («Тихая сверхзвуковая технология») от Lockheed Martin, разрабатываемый с середины 2010-х, представлен в июне 2019 года; на 2021 год собран планер прототипа. 

SAI Quiet Supersonic Transport компании en:Supersonic Aerospace International (SAI) — пассажирский самолет для перевозки 12 пассажиров на скорости 1,6 Маха, с силой звукового удара всего лишь 1 % от силы удара, создаваемого «Конкордом». 

Spike S-512 — проектируемый сверхзвуковой бизнес-джет, разрабатываемый американской Spike Aerospace.
В 2020-х в России пошли разговоры о планах разработки на основе бомбардировщика Ту-160 (серийное производство которого сейчас возобновляется).
Также, ЦАГИ продемонстрировал на московском авиасалоне МАКС-2017 масштабную модель своего сверхзвукового бизнес–джета/коммерческого реактивного самолета, который должен производить относительно тихий звуковой удар, позволяющий совершать сверхзвуковые полеты со скоростью 2100 км/ч и дальности полета 7400-8600 км; двигатели для него разрабатываются в Центральном институте авиационных двигателей, а конструкции изучаются компаниями «Авиадвигатель» и НПО «Сатурн».
Также, разрабатывались ранее и существуют современные проекты гиперзвуковых (в том числе суборбитальных) пассажирских авиалайнеров (например, ZEHST, SpaceLiner).